# 土木施工
土木施工（どぼくせこう、Journal for Civil Engineers）は株式会社オフィス・スペースが発行する公共・公益構造物の施工・設計技術の向上をテーマとした月刊誌。
1960年12月、山海堂により創刊。初代編集委員長は青木楠男（早稲田大学教授）。2007年12月の山海堂破産により休刊となったが、インデックス出版が東京地方裁判所の許可を得て「土木施工」の発行事業を継続、2008年10月号より復刊した。現在の編集委員長は橋本鋼太郎（元建設事務次官）である。
2010年3月号より、出版が株式会社オフィス・スペースに変更になり
2010年5月号より、出版・販売元が株式会社オフィス・スペースに変更になっている。